# Klaus Woltron
Klaus Woltron (* 15. Oktober 1945 in Wels, Oberösterreich) ist ein österreichischer Unternehmer, Buchautor und Kolumnist. Er ist Gründungsmitglied des Club of Vienna und war aktives Mitglied bis zum April 2008.

## Werdegang
Woltron studierte Metallurgie an der Montanuniversität Leoben. Er wirkte in den 1980er Jahren als Generaldirektor der Simmering–Graz–Pauker AG und Konzernleitungsmitglied der damalige ÖIAG (Österreichische Industrieholding Aktiengesellschaft)  an der Restrukturierung der Verstaatlichten Industrie Österreichs – Österreichische Industrieholding – mit, reorganisierte 1988–1992 als Generaldirektor die Österreich-Tochter der ABB AG. Er war Gründungs- und Verwaltungsratsmitglied der Sustainable Performance Group (Nachhaltigkeit – Investmentfonds) in Zürich, Mitglied des Advisory Board der Chicago Climate Exchange Group (Emissionsrechtehandel); war jahrzehntelang Vizepräsident des TÜV Österreich, Mitglied etlicher weiterer Aufsichtsräte, Eigentümer einer Beteiligungsholding in Wien, deren Beteiligungen mittlerweile verwertet wurden. Im Rahmen dieser Gesellschaft wirkte er von 1992 bis 2008  an der Sanierung und Restrukturierung von Unternehmen in Österreich mit.
Woltron war und ist Kommentator in mehreren österreichischen Journalen. Von August 2018 bis Februar 2025 schrieb er regelmäßig in der Wochenendausgabe Krone bunt der Kronen Zeitung.

## Privates
Klaus Woltron ist Vater der Journalistin Ute Woltron.

## Werke
- Der  Wald, die Bäume und dazwischen. ORAC 1992
- Die Ursachen des Wachstums (mit Rupert Riedl u. a.). Kremayr&Scheriau 1996
- Die Auster. Va Bene 1998.
- Die sieben Narrheiten des 21. Jahrhunderts. Pressehaus – Verlag 2003
- Szenarien für die Welt von morgen. Pressehaus – Verlag 2004
- Kardinaltugenden effektiver Führung (mit Peter Drucker, Fredmund Malik u.a). Redline – Wirtschaft 2004
- Wege in den Postkapitalismus (mit Hermann Knoflacher et al.). Edition Selene, 2004
- Kapitalismus und Weltreligionen (mit Hermann Knoflacher et al.). Echo – Verlag, 2005
- Die Perestroika des Kapitalismus Residenz – Verlag, 2009
- Als ich zum Hund wurde. Beobachtungen eines frommen Heiden. Amazon, 2018
- Leben. Ein Navigationssystem Amazon 2018
- Der Mensch: Ein Wegweiser für junge Leser Amazon 2018